# 窃盗罪
窃盗罪（）とは、他人の財物を故意に持ち去ることや無断で使用することを禁止する犯罪類型のことである。違反して窃盗を犯した者は刑罰によって処断される。

## 窃盗罪一般

### 概説
歴史的に倫理的・道徳的に反社会的行為とされ、何らかの意味で所有の概念を持つ社会においては、殺人や強姦と並ぶ典型的な犯罪類型とされている。誰もが犯しがちな犯罪であることから、行為の安易さに比較すると身体刑や長期の自由刑など重い罰をもって臨む処罰例、立法例が多い。

### 諸外国の立法例
中世欧州においては窃盗は強盗よりも重罪であった。その理由として、強盗は公然と犯罪を行うため撃退できる可能性があるのに対し、窃盗は密かに遂行できるため、卑怯であるというものである（→自力救済）。

### 日本における窃盗処罰の歴史

#### 江戸時代
江戸時代においては、窃盗は厳罰で臨んだため、非常に発生が少なかったことが知られる。
当時の刑法典の役割を果たした公事方御定書（御定書百箇条）の五十六「盗人御仕置之事」には、現在で言うところの、「強盗罪」「窃盗罪」「遺失物等横領罪」「盗品等関与罪」等に相当するものが定められているが、現在の窃盗罪に当たるものを、抽出すると以下の条文が見られる（適宜読み下し）。
家内へ忍び入り或は土蔵を破り候類、金高雑物の多少に依らず死罪。但し、昼夜を問わず、戸を開くるこれある所、又は、家内に人これ無き故、手元にこれ有り軽き物を盗み取り候類、入墨の上重敲。
家宅侵入又は土蔵の鍵を破って盗みを犯したのは死罪。但し、戸締りが緩かったり留守宅で、軽い窃盗であれば減刑するもの。
手元にこれ有る品をふと盗み取り候類、金子は拾両より以上、雑物は代金に積十両位より以上死罪　金子は拾両より以下、雑物は代金に積十両位より以下入墨敲
有名な、「十両盗めば死罪」の条項。
軽き盗いたし候者敲　一旦敲になり候上軽き盗みいたし候者入墨
軽微な窃盗と累犯規定。

#### 旧刑法
明治13年（1880年）に制定された旧刑法（明治13年太政官布告第36号）では、単純窃盗は2月以上4年以下の重禁錮に当たる軽罪とされ（366条）、侵入盗、共犯、凶器携帯等の場合についてはそれぞれ加重規定が設けられた。

## 日本の現行刑法上の窃盗罪
日本の現行刑法における窃盗罪とは、刑法235条に規定された、他人の財物を窃取することを内容とする犯罪である。

### 概説
「窃盗」とは国語辞典などにおいては「密かに盗む」という意味であるという説明がなされるのは通常である。しかし、そうすると公然と盗む場合（例えばひったくり）は含まれないことになる。このことから中国では別の罪が設けられていたが、日本では伝統的にひったくり等も窃盗に含められている。明治時代に立法された現行刑法においては、条文において「窃取」という文言が用いられており、これは他人が占有する財物を占有者の意思に反し自己又は第三者の占有に移転させる行為をいうものと解されている。したがって占有移転行為が他人に気付かれることなく行われる必要はなく、公然と行われてもよい。ただし、「ひったくり」は暴行の程度によっては強盗罪となる。

### 保護法益
窃盗罪の保護法益に財物に対する占有が含まれることにほぼ争いはない。一方、本権（所有権などの占有権原）が保護法益かどうかについては肯定する学説（本権説）もあるが、否定する学説（占有説）が多数説であり、判例も占有説とされる。
刑法第242条が「自己の財物であっても、他人が占有」する場合には窃盗罪の客体となる、と規定していることは占有説の根拠として挙げられる（占有説からは同条は確認規定と考えられる）。
占有説をとれば、所有者が占有を奪われた場合であっても、それを実力で取り戻す行為は窃盗罪を構成すると考えられる。同じ場合に本権説からは窃盗罪の成立を否定する方向になりやすい。もっとも、現在では両説のいずれかを基礎としつつも中間的な立場を採るもの（中間説）が多数である。

### 構成要件

#### 客体
財物とは、有体物（固体・液体・気体）を指す（有体物説）。電気は形を持たない（有体物ではない）が、刑法245条により特別に財物とみなされている（なお、旧刑法では刑法245条に相当する規定がなかったが、大審院判例は可動性及び管理可能性があれば財物に当たるとして電気窃盗の成立を認めた。盗電・大判明36年5月21日刑録9輯874頁）。電気以外の無体物については、有体物説によれば財物には含まれないが、管理可能なものであれば財物に含めるという説（管理可能性説）もある。もっとも、現行刑法が245条において電気をあえて「財物」とみなすことを定めたのは、「財物」の理解につき、有体物説を原則としながら、電気については（有体物ではないものの）特別に「財物」として扱う立場を採ったからであると理解することもできる。
財物でも電気でもない物やサービスを窃取した場合は、利益窃盗となり、窃取単独行為では不可罰となる（欺罔があれば詐欺罪や詐欺利得罪、暴行や脅迫があれば二項強盗罪の成立を妨げない）。これは、利益窃盗が問題となる場面はほぼ債務不履行の問題に帰着するからだと言われる。
判例によれば、禁制品（麻薬、覚醒剤など）を盗んだ場合も窃盗が成立する。すなわち、所有ないし占有が法により禁じられている場合でも、窃盗罪の客体になり得る。また盗まれた自分の物を後日別の場所で発見し奪い返した場合も同様である（自救行為）。
本罪の客体であるためには、他人の占有する財物であることを要する（242条参照）。ここで「占有」があるといえるためには、
1. 支配の事実
2. 支配の意思

が必要と考えられる。1.『支配の事実』があるというためには、じかに手に持っている必要はなく、占有者が外出中、自宅に置いてある物にも支配の事実が認められる。支配の意思は補充的に考慮されることになる。

#### 実行行為
「窃取」とは、占有者の意思に反して財物の占有を取得することをいう。詐欺罪や恐喝罪は、占有者の意思（ただし瑕疵ある意思）に基いて財物の占有を取得する点で窃盗罪と態様を異にする。

#### 不法領得の意思
窃盗罪を含む財産領得罪一般に共通して、主観的構成要件要素として、故意のほかに「不法領得の意思」も必要であると考える説が有力である（記述されざる構成要件、判例・通説）。ドイツ刑法第242条では「自己若しくは第三者に違法に領得する ( zuzueignen ) 意図」として明文で規定されている。
不法領得の意思とは、判例および通説においては、①権利者を排除して他人の物を自己の所有物として振る舞い、②その経済的用法に従い利用又は処分する意思をいう。なお、学説上、いずれかのみを必要とする説、両者とも不要とする説もあり、争いがある。
1. 権利者を排除して他人の物を自己の所有物として振舞う意思は、解釈上不可罰とされる使用窃盗（他人の物の無断使用）との区別のために必要とされる。すなわち、この要件を必要とする説は、使用窃盗の場合は財物を恒久的に自己の物とする意思に欠けるので、窃盗として処罰されないとする。逆に、この要件を不要とする説は、使用窃盗の不可罰性は可罰的違法性の欠如によって説明できるとする。
2. 経済的用法に従い利用または処分する意思は、別罪である毀棄罪（器物損壊罪など）との区別をするため必要とされる。すなわち、この要件を必要とする説は、窃盗にせよ器物損壊にせよ、被害者にとっては財物の利用価値を毀損される点で違法性が同等であるにもかかわらず、窃盗罪が器物損壊罪（法定刑は3年以下の懲役又は50万円以下の罰金）よりも重く処罰されることの根拠は、窃盗罪にはその物から経済的価値を引き出そうとする意思があり、道義的により重い責任非難に値する、という点に求めるほかないと考える（道義的責任論を前提とする）。

不法領得の意思が要件とされる結果、それが欠ける場合（例えば、路上に停車されていた自転車をほんの短時間だけ乗り回すがすぐに返還するつもりの場合や、いやがらせ目的で他人のパソコンを別の場所に隠すつもりの場合）は、窃盗罪は成立しないこととなる。ただし、判例において、各々の意思を広範に認める傾向にあるため、結果的として、不法領得の意思が不要であるとの説と大差がなくなっている。
1の権利者排除意志に関し、一時使用のための窃盗（使用窃盗）は不可罰、あるいは無罪とは一概には言えない。判例は次のとおり。
- 自転車の無断借用につき窃盗罪の成立を否定した例[1]
  - 本件は深夜に常習的な婦女暴行の目的を遂行するために反復的に2km、10分程度の距離を他人の自転車を無断で使用し、2-3時間程度後に元の場所に返還したものであるが、自転車に対する窃盗罪は無罪とした。これは不法領得の意志要件説よりはむしろ単に可罰的違法性を欠くとしたものであるとの説がある[2]。
- 自転車を乗り捨てる意志の元で無断使用を開始した例 - 積極（有罪）[3]
- 自動車を盗品の運搬に利用するなど相当長時間乗り回し元の場所に返還した例 - 積極（有罪）[4]
- 自動車を深夜4時間余り乗り回し元の場所に返還した例 - 積極（有罪）[5]
- （自動車・原動機付自転車等については本来的な運転によりガソリンや電力を消費する事も、単なる使用窃盗に留まらない点があろう）
- 紙に記載された情報を取得する目的で紙のファイルを持ち出した例 - 積極（有罪）[6]
- 競合他社へ転職する際に退職する会社から顧客名簿をコピーするためにファイルを2時間社外に持ち出してコピーし元の場所に戻した例 - 積極（有罪）[7]
- 磁石を用いて遊技場のパチンコ機械から玉を取る行為 - 積極（有罪）[8]
  - 判示「経営者の意思にもとづかないで、パチンコ玉の所持を自己に移すものであり、しかもこれを再び使用し、あるいは景品と交換すると否とは自由であるからパチンコ玉につきみずから所有者としてふるまう意思を表現したものというべきもの」[8]
- 商店から商品を無断で持ち出し購入後と装って返品および返金を受ける目的で持ち出す行為 - 積極（有罪）[9]
  - 判示「権利者を排除して物の所有者として振舞い､ か つ､ 物の所有者にして初めてなしうるような､ その物の用法にかなった方法に従い利用・処分する意思」[9]

これに対し2.の利用処分意志については、本来の目的が他人の物の毀棄・隠匿であり、そのために占有奪取に出たに過ぎない場合は窃盗罪の成立は否定される。もっとも、毀棄や隠匿、あるいは利用処分意志自体に確固たる意志を欠きつつも漫然と占有排除を継続した場合は窃盗罪が成立する。
- 商店から無断で商品を持ち出し、窃盗犯として自ら検挙してもらうために100メートル離れた派出所に持参出頭自首した例について、占有が一時的であり権利排除意志も利用処分意志も認められないとして不可罰とした[10]。

#### 未遂
未遂も処罰の対象である（刑法243条）。

### 法定刑
窃盗罪を犯した者は、刑法235条により、10年以下の拘禁刑または50万円以下の罰金に処せられる。
法定刑については、刑法が改正され（平成18年法律第36号）、平成18年（2006年）5月28日から罰金刑が加えられた。この改正は、従来は窃盗罪が金銭的に苦しい人が犯す犯罪であり、罰金刑は意味がないと考えられていたが、近年お金はあるにもかかわらず万引きなどの窃盗行為を犯す者が増えていることに対応したものである（詳しくは外部リンク先のサイトを参照）。また、改正前は懲役刑（最低1月）しかなかったため、違法性の軽微な窃盗に対して刑を科すことが罪刑の均衡上相当でないと考えられ、実務上も適用されない場合が多かった。罰金刑の導入によって、軽微な窃盗に対しても刑を科しやすくなった。
2025年（令和7年）6月1日より法定刑の「懲役」が「拘禁刑」へと変更。

### 窃盗罪に関する特則
- 親族相盗例

親族間における窃盗の場合は、刑を免除されたり（刑法244条1項）、告訴がなければ公訴を提起できなかったりする（刑法244条2項。親告罪）という特例がある（親族相盗例）。なお、盗品を譲り受けたり、購入・運搬・保管した者も盗品譲受け等の罪により処罰されるが（刑法256条）、これについても親族等の間における特例によって刑が免除される場合がある（刑法257条）（詳しくは盗品等関与罪を参照）。
- 盗犯等ノ防止及処分ニ関スル法律

「盗犯等ノ防止及処分ニ関スル法律」により、窃盗犯を殺傷した場合に正当防衛が認められやすくなったり処罰を免除する規定が設けられている（同法1条）。同時に、常習として窃盗を犯す者についてはより重い刑罰を科す規定も設けられている（同法2条～4条）。

### 窃盗事件の割合
- 2004年には約4分に1件の窃盗事件が発生した[11]。

（2004年の窃盗の認知件数は1,981,574件)
- 窃盗罪の10～20%がクレプトマニア（窃盗症）である[12]。